# Печень, Александр Николаевич
Алекса́ндр Никола́евич Пе́чень (род. 26 января 1979, Москва, СССР) — российский учёный, специалист по математической физике. Доктор наук, заведующий отделом в МИАНе, профессор МИСиС. Лауреат премии Блаватника (США, 2009). В 2016 году избран профессором Российской академии наук.

## Становление, образование
А. Н. Печень родился в 1979 году. В 2001 году с отличием окончил физический факультет МГУ им. М. В. Ломоносова (кафедра теоретической физики).

## Профессиональная карьера
Научную деятельность начал в Математическом институте им. В. А. Стеклова РАН (отдел математической физики), где под руководством И. В. Воловича в 2004 году защитил кандидатскую диссертацию. Затем длительно находился за рубежом в качестве приглашённого специалиста:
- В 2000—2003 годах — приглашенный исследователь в Университете Тор Вергата в Риме (итал. Università degli Studi di Roma Tor Vergata).
- В 2005—2010 годах — научный сотрудник Принстонского университета (англ. Princeton University).
- В 2010—2013 годах работал в Институте Вейцмана (ивр. מכון ויצמן למדע‎).

Вернувшись в Россию, возобновил научную работу в МИАНе, в 2014 г. стал доктором физико-математических наук. Тема докторской диссертации — «Некоторые вопросы динамики и управления квантовыми системами». 
С 2016 по 2019 год руководил лабораторией в МИАНе, с 2019 года заведует отделом математических методов квантовых технологий. 
С 2016 года также работает ведущим научным сотрудником в Национальном исследовательском технологическом университете «МИСиС», Москва.

## Научная деятельность
А. Н. Печень — специалист в области математической физики, управления квантовыми системами, математических проблем квантовых технологий, стохастической динамики открытых квантовых систем.
Им было разработано и применено к исследованию ландшафтов задач управления универсальное описание задач управления открытыми квантовыми системами. Среди основных результатов — доказательство ловушечных свойств у ряда задач управления квантовыми системами. Считалось, что задачи управления квантовыми системами не имеют локальных минимумов (ловушек), так что градиентные методы поиска оптимальных управлений сходятся к глобально оптимальному управлению. В работе А.Н. Печеня и Д.Дж. Тэннора показано, что ситуация более сложная и это не всегда так — имеются квантовые системы, обладающие ловушечными свойствами. Доказана возможности приближённого создания произвольных матриц плотности для открытых квантовых систем, находящихся под воздействием когерентного и некогерентного управлений, что показывает практическую реализуемость наиболее сильной степени управляемости в пространстве состояний квантовых систем.
Публикуется в ведущих профессиональных журналах — таких, как Physical Review Letters, Physical Review A, Journal of Mathematical Physics, Journal of Chemical Physics, журналы  Института инженеров электротехники и электроники. Индекс Хирша — 13 (по данным РИНЦ на 2018 год).
В отделе математических методов квантовых технологий в МИАНе, возглавляемом А. Н. Печенем, предметом исследований являются динамика квантовых систем, квантовая криптография, квантовая телепортация.

## Некоторые публикации
- Lyakhov K.A., Lee H.J., Pechen A.N. // Some issues of industrial scale boron isotopes separation by the laser assisted retarded condensation (SILARC) method // Sep. Purif. Technol., 2017, v. 176, № 4, pp. 402—411.
- Moore K.W., Pechen A., Feng X.-J., Dominy J. , Beltrani V.J. , Rabitz H. // Why is chemical synthesis and property optimization easier than expected? // Physical Chemistry Chemical Physics, 2011, v. 13, № 21, pp. 10048—10070.
- Pechen A.N., Tannor D.J. // Are there traps in quantum control landscapes? // Physical Review Letters, 2011, v. 106, № 12, Paper № 120402.
- Pechen A., Rabitz H. // Teaching the environment to control quantum systems // Phys. Rev. A, 2006 v. 73, № 6, Paper № 062102.
- Pechen A., Shuang F., Rabitz H., Il'in N. // Quantum control by von Neumann measurements // Phys. Rev. A, 2006, v. 74, № 5, Paper № 052102.

## Признание и награды
- Премия Блаватника для молодых учёных[1] (США, 2009);
- Marie Curie Incoming International Fellowship[10][5] (2011–2013);
- Премия Правительства Москвы молодым учёным[11][5] (2013);
- Малая премия МАИК «Наука/Интерпериодика»[12] (2014);
- Почётное учёное звание «Профессор РАН»[2] (2016).

## Научно-организационная работа
В 2013—2016 годах работал учёным секретарём МИАНа Архивная копия от 16 октября 2017 на Wayback Machine.
С 2015 года — учёный секретарь Национального комитета математиков Российской Федерации. В этом качестве совместно с В.А. Васильевым, С.В. Кисляковым, А.Ю. Окуньковым, С.К. Смирновым принимал участие в составе российской делегации на Генеральной ассамблее Международного математического союза 2018 года в Сан-Паулу, Бразилия. Делегация представляла заявку РФ на проведение Всемирного математического конгресса в 2022 году в Санкт-Петербурге, которая в итоге была поддержана. На территории России Конгресс состоится во второй раз в истории (первым был  Конгресс 1966 года в Москве). 
Входит в состав Организационного комитета по подготовке и проведению Международного конгресса математиков в 2022 г. в г. Санкт-Петербурге.
Член ученого совета международной ассоциации Association for Quantum Probability and Infinite Dimensional Analysis. Член редколлегии журнала «Infinite Dimensional Analysis, Quantum Probability and Related Topics» (изд-во World Scientific).
Член координационного совета Программы фундаментальных научных исследований в Российской Федерации на долгосрочный период (2013—2020 годы).
Координатор крупного проекта РНФ «Современная математика и её приложения», выполнявшегося в МИАНе в 2014-2018 годах; по проекту работало около 120 математиков.
Выступал в прессе по вопросам организации науки и оценки начального этапа реформы РАН и в научно-популярных передачах.
Избран в координационный совет Архивная копия от 1 декабря 2017 на Wayback Machine профессоров РАН. Входит в состав учёного совета МИАН Архивная копия от 23 октября 2017 на Wayback Machine и учёного совета НИТУ МИСиС Архивная копия от 11 октября 2017 на Wayback Machine.